# Phaeoceros parisii
Phaeoceros parisii là một loài rêu trong họ Anthocerotaceae. Loài này được Stephani H.A. Mill. mô tả khoa học đầu tiên năm 1981.